# 로베글리타존
로베글리타존(Lobeglitazone; 상품명 듀비에, 종근당)은 티아졸리디네디온 계열의 당뇨병약이다. PPARα와 PPARγ 효능제로 작용해서 인슐린 민감성을 높인다.

## 효능 효과
로베글리타존은 2013년 식품의약품안전처에서 허가 받았다. 2019년까지 시판 후 조사를 진행하는 조건으로 허가 받았다.